# USS Remora (SS-487)
El USS Remora (SS-487) fue un submarino clase Balao construido para la Armada de los Estados Unidos durante la Segunda Guerra Mundial. En 1973, fue transferido a Grecia, donde sirvió como HS Katsonis (S-115) hasta 1993.

## Construcción y características
En las gradas del Portsmouth Navy Yard de Nueva Hampshire, se puso su quilla el 5 de marzo de 1945. Fue botado el 12 de julio de ese mismo año y, el 3 de enero de 1946, entró en servicio con la Armada de los Estados Unidos.
En 1947, fue sometido a modificaciones de acuerdo al diseño GUPPY II.
Tenía un desplazamiento de 1975 t estándar y 2450 t sumergido. Su eslora medía 99,4 m, su manga 8,2 m y su manga 5,2 m. Era propulsado por dos motores diésel, dos motores eléctricos y dos hélices. Su armamento consistía en diez tubos lanzatorpedos de 533 mm de calibre.

## Servicio
En 1950, integró la Task Force 96. Dicha fuerza fue destinada al océano Pacífico para colaborar con el entrenamiento de destructores antisubmarinos, en los albores de la guerra de Corea.
En 1963, el Remora fue actualizado a GUPPY III.
El 29 de octubre de 1973, fue transferido a la Armada Griega, que lo nombró HS Katsonis (S-115). Fue retirado el 30 de marzo de 1993.